# Dornier 228
Die Dornier 228 ist ein zweimotoriges turbinengetriebenes Propellerflugzeug mit Kurzstart- und -landefähigkeit (STOL), das vom deutschen Flugzeughersteller Dornier entwickelt wurde. Es wurde von 1981 bis 1998 im bayerischen Oberpfaffenhofen produziert. Seit 1986 werden zudem Flugzeuge in Lizenz bei Hindustan Aeronautics hergestellt. In Deutschland wurde 2009 die Produktion der modernisierten Version Dornier 228 NG (New Generation) durch RUAG Aviation aufgenommen. Aktueller Hersteller ist seit 2021 General Atomics Europe.

## Geschichte

### Entwicklung und Erprobung
Ab Mitte der 1970er-Jahre entwickelte Dornier eine neue Flügelkonstruktion, den Tragflügel Neuer Technologie. Der TNT, so die Abkürzung, war Bestandteil des Projektes LTA (Light Transport Aircraft), das erstmals auf der ILA 1978 in Hannover präsentiert wurde. Das LTA sollte eine Kapazität von 19 bis 25 Passagieren oder 2500 kg Nutzlast haben und von Turboprop-Triebwerken angetrieben werden. Da die weitere Entwicklung dieses gänzlich neuen und modernen Musters enorme Kosten verursacht hätte, stellte Dornier die weitere Entwicklung des LTA ein. Erst etwa 15 Jahre später wurde das LTA-Konzept mit der Entwicklung der Dornier 328 wieder aufgegriffen. Der TNT wurde an einer modifizierten Do 28D-2 Skyservant erprobt, die unter der Bezeichnung Do 128-2 TNT erstmals am 14. Juni 1979 flog. Neben dem TNT enthielt die Do 128-2 TNT einige weitere Neuerungen, die später in die Dornier 228 integriert wurden. Die Kosten des TNT-Programms beliefen sich bis zur Flugerprobung der Do 128-2 TNT auf relativ geringe 19 Millionen D-Mark. Wegen einer finanziellen Förderung durch die Bundesregierung hatte Dornier selbst nur 30 % dieser Kosten zu tragen.
Um die Entwicklungen auch auf den Markt bringen zu können, entwickelte Dornier einen neuen Rumpf, der sich am Querschnitt der Do 28D orientierte. Das Heck der Do 28D sollte ohne Änderungen übernommen werden. Der Rumpf sollte in der Grundvariante eine Kapazität von 15 Passagieren haben und nicht über eine Druckkabine verfügen. Eine verlängerte Variante für 19 Passagiere sollte darüber hinaus ebenfalls angeboten werden. Als Triebwerk wurde das Garrett AiResearch TPE-331 ausgewählt. Am 7. November 1979 erteilte der Vorstand der Firma Dornier schließlich die Freigabe für die weitere Entwicklung und Serienproduktion des neuen Musters. Öffentlich wurde es am 24. April 1980 auf der ILA 1980 in Hannover unter den Projektbezeichnungen E-1 (spätere Dornier 228-100) und E-2 (spätere Dornier 228-200) vorgestellt. Nach nur 16 Monaten konnte am 28. März 1981 bereits der Erstflug der Dornier 228-100 (IATA-Code D28, ICAO-Code D228) stattfinden. Am 9. Mai folgte der Erstflug der verlängerten Variante -200. Nach einem erfolgreichen Erprobungsprogramm erteilte das LBA am 18. Dezember 1981 die deutsche Verkehrszulassung für die kürzere Variante. Einen – wenn auch kleinen – Einschnitt in das erfolgreiche Erprobungs- und Zertifizierungsprogramm brachte der Absturz des Prototyps der Variante -100 am 26. März 1982 bei Igenhausen. Bei dem Flug handelte es sich um einen Zulassungsflug für die britische Verkehrszulassung der CAA, die Voraussetzung für den Export in viele Staaten ist. Die Auswertung des Unglücks ergab eine ungeplante Trimmlage bei der maximalen Betriebsgeschwindigkeit, die das Flugzeug unkontrolliert zu Boden sinken ließ. Neben dem Testpiloten der Firma Dornier kamen zwei Angehörige der CAA ums Leben. Der Absturz verzögerte zwar nicht die LBA-Zulassung für die -200, die am 7. September 1982 erteilt wurde, die internationalen Zulassungen der FAA und CAA wurden für beide Varianten der Dornier 228 aber erst am 17. April 1984 (CAA) bzw. 11. Mai 1984 (FAA) erteilt.

### Indienststellung
Die Auslieferung der ersten Serienmaschine (SN 7001) der Variante -100 fand bereits im März 1982 statt – nur zwölf Monate nach dem Erstflug. Eine derart rasche Erprobung und Zulassung wurde bis zu diesem Zeitpunkt von keinem anderen Flugzeugmuster dieser Klasse erreicht. Erstkunde war das norwegische Luftverkehrsunternehmen Norving A/S. Trotz feuchtem und salzigen Nordsee-Klima, Eis und Schnee sowie starkem Wind überzeugte die Dornier 228 mit ihren Leistungen und brachte so viele weitere Bestellungen ein. Bedingt durch den Absturz des Prototyps E-1 wurde dieses Flugzeug (SN 7001) von Dornier zurückgekauft, da für den Rest der Zulassungserprobung noch ein Flugzeug gebraucht wurde. Bewährt hat sich schon ab 1982 die Dornier 228-Operation in Nigeria. Die erste Dornier 228-100 D-IDOM (SN 7005) wurde bis zur Rückführung nach Deutschland (wegen eines Unfalls am Boden mit einem Auto) unter deutschem Kennzeichen geflogen. Nach der Reparatur verblieb dieses Flugzeug in Deutschland (es flog dann für die Holiday Express und nach seiner Umrüstung später als Forschungsflugzeug zur Waldschadenserkennung). Die danach für das nigerianische Militär und die Nigeria-Niederlassung von Dornier (A.I.E.P. Ltd. Kaduna) ausgelieferten Dornier 228-200 wurden zum Teil mit APU (Zusatzturbine für die Klimaanlage und zur Stromerzeugung) ausgerüstet. Diese Modifikationen gab es nur für die nigerianischen Auslieferungen. Die APU wurde auf Höhe der Tragflächen im Schwerpunkt über der Passagierkabine eingebaut.
Im Rahmen einer indischen Ausschreibung für ein leichtes Transportflugzeug führte eine Demonstrations-Tour unter anderem nach Bhutan. Auf dem Flughafen Paro, gelegen im Himalaya-Gebirge auf einer Höhe von rund 2230 m über dem Meeresspiegel, demonstrierte die Dornier 228 bei einem MTOW von 5700 kg einen Triebwerksausfall nach dem Abheben. Die Außentemperatur lag 15 °C über der ISA. Die Dornier 228 war das einzige teilnehmende Flugzeug der Ausschreibung, das diese Leistung aufbrachte. Der positive Effekt dieser Demonstration war die Bestellung von 150 Dornier 228 durch die Regierung Indiens, die im Rahmen eines Lizenzabkommens bei Hindustan Aeronautics in Kanpur, Indien bis zum heutigen Tag gefertigt werden. Das Abkommen wurde am 29. November 1983 unterzeichnet, der Erstflug der ersten in Indien gefertigten Dornier 228 fand am 31. Januar 1986 statt. Die in Indien gefertigten Flugzeuge tragen die Bezeichnung HAL 228.

### Produktionseinstellung
Nach 17 Jahren Produktion und mehreren verbesserten Varianten (siehe Abschnitt Varianten) stellte Dornier 1998 die Produktion der Dornier 228 in Deutschland ein. Das nun als Fairchild Dornier firmierende Unternehmen konzentrierte sich auf die Entwicklung und Produktion der Dornier 328 und später der Dornier 728. Nach der Insolvenz des Unternehmens im Jahr 2002 übernahm der Schweizer Technologiekonzern RUAG alle Rechte an der Dornier 228 und führt vom alten Dornier-Standort in Oberpfaffenhofen die Betreuung der Dornier-228-Kunden fort.

### Wiederaufnahme der Produktion
Im Jahr 2007 wurden bereits zwei Flugzeuge aus Ersatzteilen zusammengebaut und an die niederländische Küstenwache ausgeliefert.

#### Dornier 228 NG

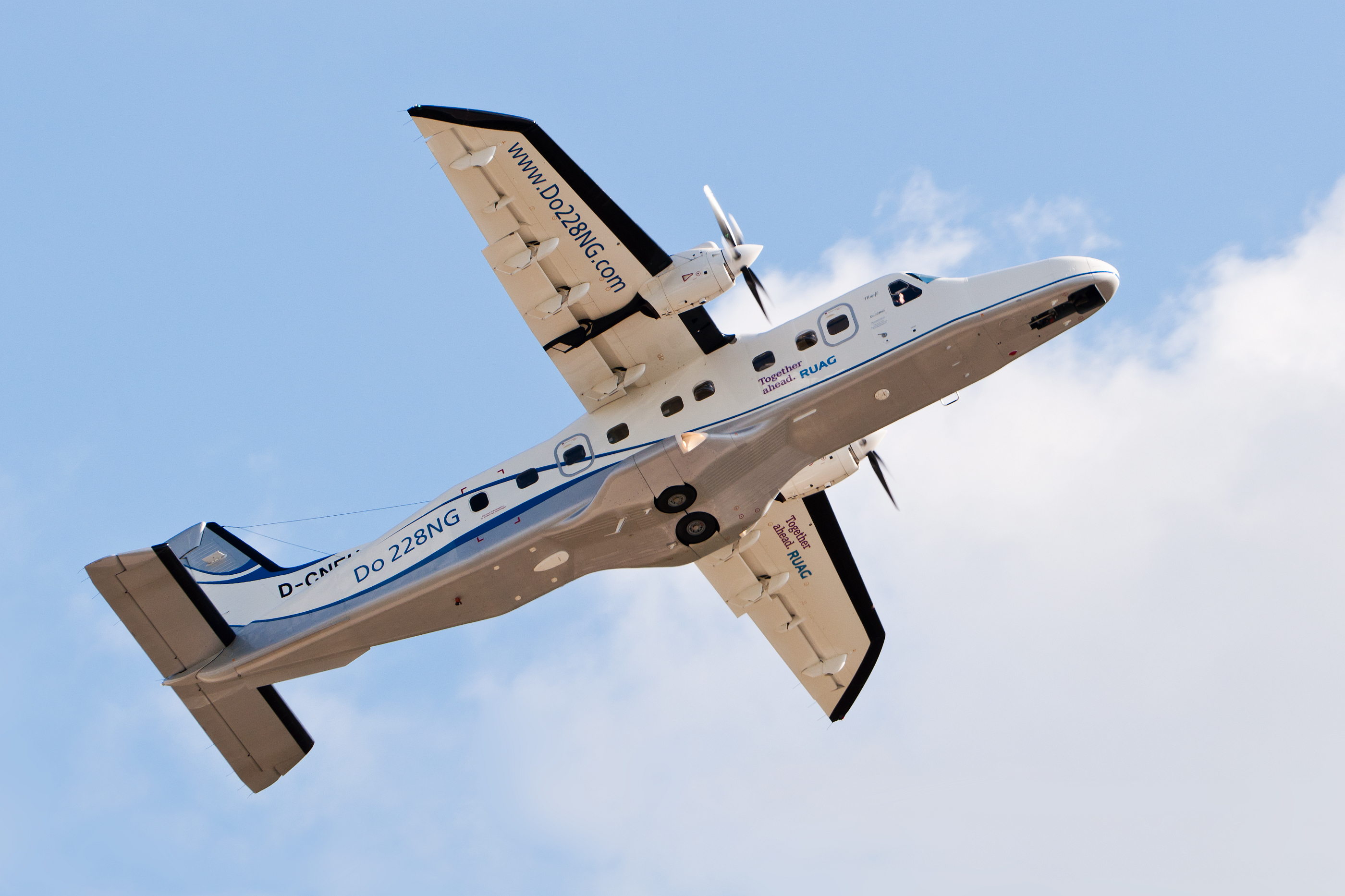
Dornier 228 NG auf der ILA 2012

Im Jahr 2007 wurde mit der Weiterentwicklung zur Dornier 228 NG (Neue Generation) begonnen. RUAG hatte die Wiederaufnahme der Serienproduktion angekündigt, da man Chancen am Markt für eine Passagierversion und im Bereich „Spezialisierte Aufgaben“ sah. Der Rahmenvertrag zu einer zehnjährigen Kooperation wurde am 27. Mai 2008 auf der Internationalen Luftfahrtschau in Berlin zwischen HAL und RUAG unterschrieben. Die Montage und Ausrüstung der Maschinen erfolgt von RUAG Aerospace im Dornier-Stammwerk in Oberpfaffenhofen (Deutschland), während die Strukturteile Rumpf, Flügel und Leitwerk in Indien hergestellt werden. Im Jahr 2009 lieferte Hindustan Aeronautics die ersten drei Komponentensätze zur Endmontage nach Oberpfaffenhofen. Der erste Struktursatz traf Mitte Februar ein und wurde bis zum Sommer fertig montiert. Der Erstflug der Dornier 228 NG fand am 5. November 2009 statt und verlief erfolgreich. Neu sind der Fünfblatt-Propeller von MT Propeller, ein „Glascockpit“ mit moderner Avionik von Universal Avionics & Rockwell Collins und weitere 350 Verbesserungen. Der Verkaufspreis liegt je nach Ausstattung zwischen 5,2 und 5,9 Mio. Euro.
Am 12. November 2009 wurde die erste Dornier 228 NG im Rahmen eines feierlichen Roll-Out der Öffentlichkeit vorgestellt. Am Montagewerk in Oberpfaffenhofen startete die Musterplattform anschließend zu ihrem ersten Flug. Dieses Exemplar wird für die weiteren Flugerprobungen genutzt.
Der erfolgreiche Erstflug des ersten neuen Serienflugzeugs erfolgte am 30. Juli 2010, die Zulassung der Europäischen Agentur für Flugsicherheit (engl. EASA) erfolgte am 18. August 2010. Erstkunde des modernisierten Flugzeugtyps war die japanische Fluggesellschaft Shin Chūō Kōkū (engl. New Central Airservice), die am 23. September 2010 die erste Maschine übernahm. Von 2010 bis 2013 wurden sechs Flugzeuge ausgeliefert, danach wurde die Produktion bis 2015 eingestellt. Mit Stand August 2015 waren acht Flugzeuge verkauft und zwar an die Lufttransport aus Norwegen, an die Küstenwache respektive Marine Deutschlands, Bangladesch und Norwegen; die Aurigny Air Services plant den Kauf von zwei Maschinen. Weil ein Lieferant mangelhafte Teile geliefert hatte, gab es Probleme bei der Inverkehrssetzung der Flugzeuge von NCA und Aurigny. Die Teile für die Flugzeuge werden in Indien produziert. Die Produktion sollte auf vier Flugzeuge pro Jahr erhöht werden. Von den zehn Flugzeugen, die hätten nach Venezuela geliefert werden sollen, wurde schon das Dritte nicht vollständig bezahlt. Die restlichen sieben Maschinen wurden darum nicht ausgeliefert. RUAG hoffte mit dem Flug einer Maschine eines Verkaufsteams durch südamerikanische Länder ab Februar 2016 auf weitere Verkäufe.
Im Jahr 2020 wurde das Programm an General Atomics verkauft.

## Technik

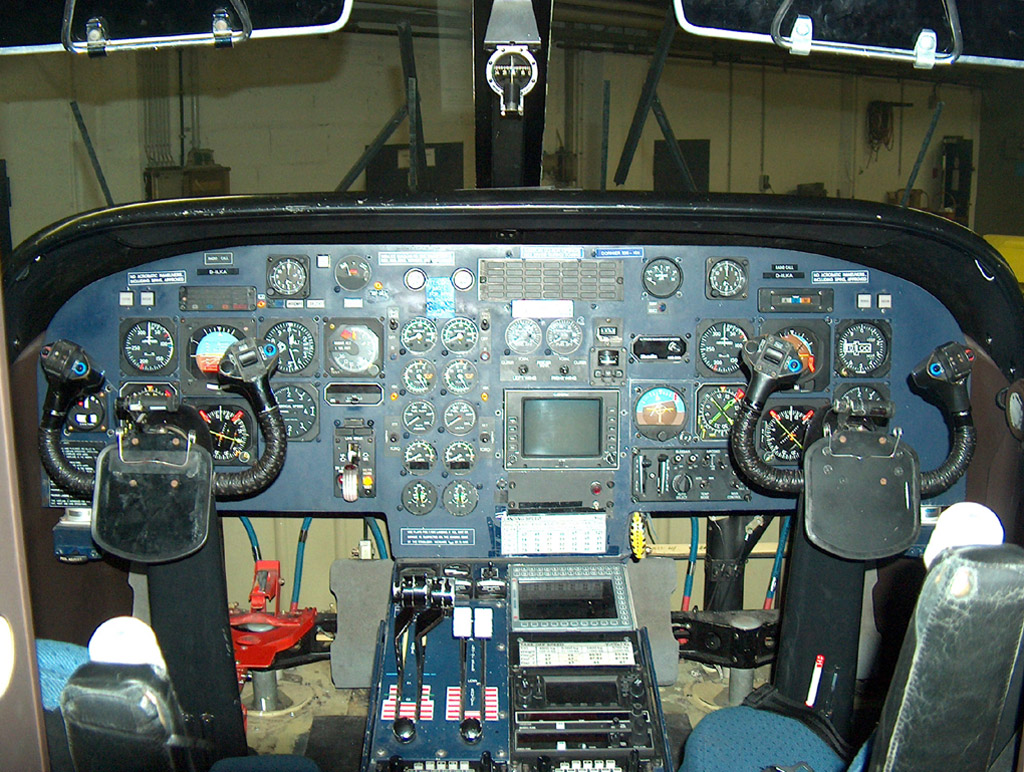
Typisches Cockpit, 2003

### Tragflügel Neuer Technologie
Der Tragflügel Neuer Technologie (abgekürzt TNT) ähnelt sehr dem superkritischen Tragflügel-Profil für Flugzeuge mit Strahltriebwerken. Es zeigt ein neuartiges aerodynamisches Flügelprofil auf, das unter der Bezeichnung Do A-5 auf Basis des Whitcomb GA(W)-1 der NASA zu einem widerstandärmeren und damit auftriebssteigernden Profil entwickelt wurde. Verbunden wird dies mit einer besonderen Formgebung, bei der vor allem ein verbesserter Randbogen eine Reduzierung des induzierten Widerstands bewirkt. Erhebliche Verbesserungen verzeichnet der TNT auch bei dem Maximalauftrieb und der Gleitzahl. Durch neue Herstellungsverfahren (u. a. Integralbauweise) konnten glatte Flügelstrukturen kostengünstig hergestellt werden. Außerdem wurde das Strukturgewicht bei gleichzeitiger Erhöhung der Strukturfestigkeit gegenüber konventionellen Auslegungen verringert. Die Ober- und Unterschale des Flügels mit allen Versteifungen (Stringer) wird dabei aus einem Stück Aluminium gefräst. Mit Hilfe eines gezielten und gesteuerten Kugelstrahlverfahrens werden die Oberfläche verdichtet, die Festigkeit erhöht und das Profil in Form gebogen. Damit ist auch bei Belastungen eine hohe Profiltreue und glatte Oberfläche ohne Eindellungen und störende Niete – wie sie bei Blechbeplankungen auftritt – bei dem genannten geringerem Strukturgewicht gegeben. Im Flugbetrieb bewirkt der Tragflügel Neuer Technologie so eine Leistungsverbesserung (Auftrieb) von ungefähr 25 %. TNT war ein Patent der Dornier-Werke und wurde erstmals am Baumuster Alpha Jet angewendet. Diese Fertigungsform ist heute Stand der Technik und wird von allen Herstellern im modernen Flugzeugbau in gleicher oder abgewandelter Form angewendet.

### Triebwerk
Angetrieben wird die Dornier 228 von zwei Turboproptriebwerken TPE 331-5 des US-amerikanischen Herstellers Garrett AiResearch (heute Honeywell), die eine Startleistung von jeweils 525 kW erreichen. Ab der Variante Dornier 228-212 waren darüber hinaus leistungsstärkere Triebwerke TPE 331-5-252D und TPE 331-10 mit einer Startleistung von jeweils 579 kW verfügbar. Das TPE 331-10 wird auch von den Dornier 228 der Neuen Generation verwendet werden.

## Varianten

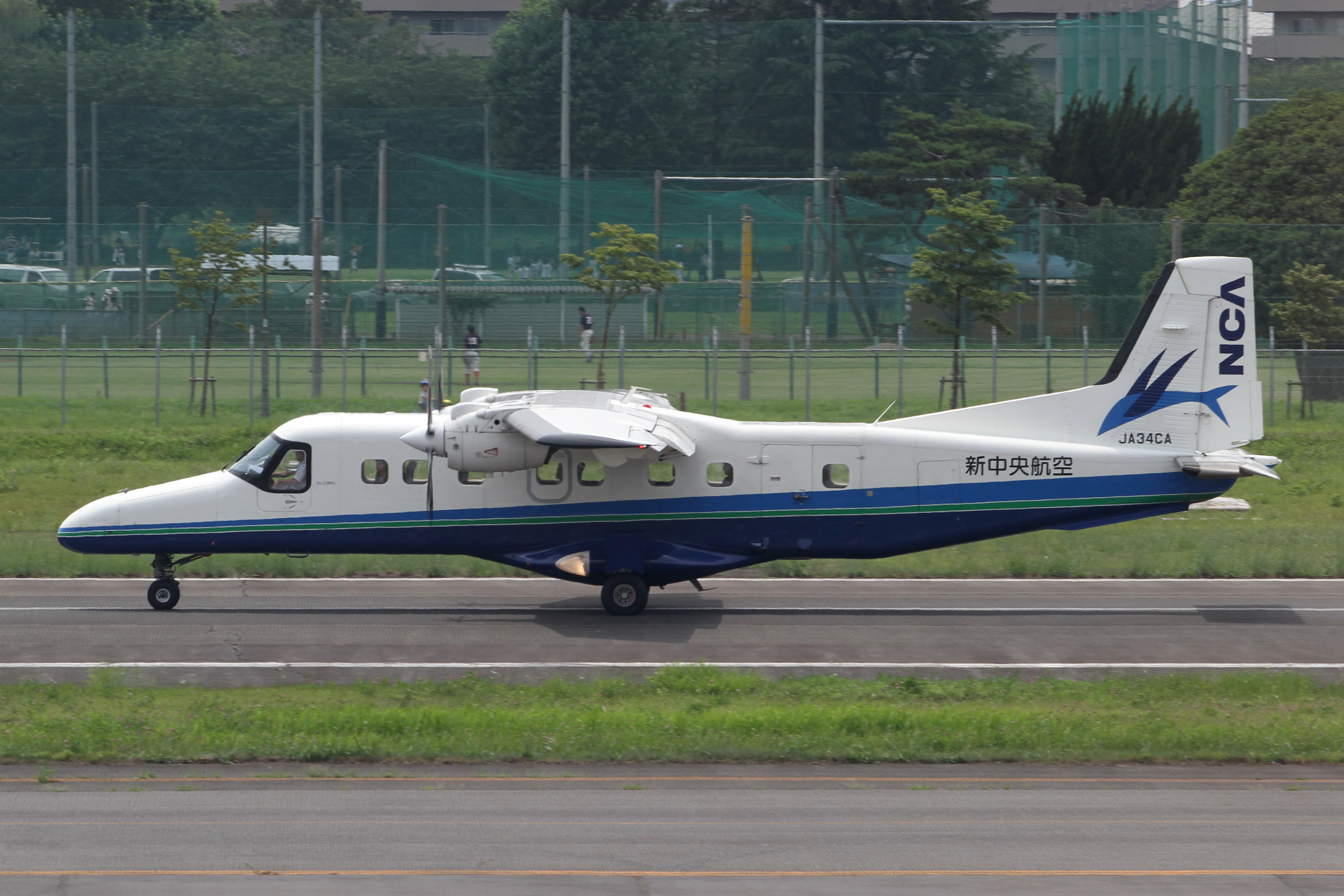
Dornier 228 NG in Flughafen Chōfu, Japan, 2013

### Standardvarianten
Dornier 228-100
Auf 15 Passagiere ausgelegte Grundvariante mit einer Gesamtlänge von 15,04 m.
Dornier 228-101
Eine leicht verbesserte Version der Dornier 228-100. Das MTOW wurde hauptsächlich durch einen verstärkten Rumpfboden und neue Räder am Hauptfahrwerk auf 5980 kg angehoben. Die LBA-Zulassung erfolgte am 31. August 1984.
Dornier 228-200
Auf 19 Passagiere ausgelegte (gestreckte) Grundvariante mit einer Gesamtlänge von 16,56 m.
Dornier 228-201
Änderungen größtenteils identisch wie bei Dornier 228-101. Neues MTOW 5980 kg. Die LBA-Zulassung erfolgte am 31. August 1984.
Dornier 228-201(K)
Nachgerüstete Dornier 228-201, die zwei kleine Flossen (Kielflossen) unter dem Hinterrumpf zur Verbesserung der STOL-Eigenschaften enthält.
Dornier 228-202
Durch weitere Optimierungen Erhöhung des MTOW auf 6200 kg. Die LBA-Zulassung wurde am 6. August 1986 erteilt.
Dornier 228-202(K)
Nachgerüstete Dornier 228-202, die zwei kleine Flossen (Kielflossen) unter dem Hinterrumpf zur Verbesserung der STOL-Eigenschaften enthält.
Dornier 228-203F
Bezeichnung für eine nicht realisierte Nurfrachtervariante ohne Passagierfenster und mit einer zusätzlichen Pilotentür auf der rechten Seite.
Dornier 228-212
Die letzten großen Optimierungen flossen in die -212-Variante ein. Neben leistungsstärkeren Triebwerken TPE 331-5-252D oder TPE 331-10 erhielt diese Variante ein verstärktes Fahrwerk, Bremsen aus Kohlenfasermaterial, serienmäßige Kielflossen und modernste Avionik. Die LBA-Zulassung erfolgte am 28. Juli 1989. Das MTOW wurde auf 6400 kg maximiert. Ferner erteilte das LBA am 15. Dezember 1989 die Zulassung für einen Betrieb bis zu einer Geschwindigkeit von 223 KIAS (davor 200 KIAS).
Dornier 228 NG
Die ab dem Jahr 2009 gebaute Version basiert auf der Dornier 228-212, die mit zeitgemäßen Flug- und Anzeigeinstrumenten sowie einem 5-Blatt-Propeller ausgestattet wird. Dadurch wird eine Verkürzung der Start- und Landestrecke sowie eine größere Reichweite erreicht.
Dornier 228 NXT
Mit der Übernahme des Dornier 228-Programms durch General Atomics Aerotec wurde die Do 228 NG zur Do 228 NXT weiterentwickelt. Dabei wurde die Klimaanlage verbessert, ein neues Beleuchtungskonzept der Kabine eingeführt und ein synthetic Vision System eingeführt. Der Rumpf der NXT-Serie wird in Frankreich hergestellt, die Endmontage erfolgt in Deutschland. Die erste Auslieferung soll 2025 erfolgen.

### Lizenzvarianten
Die HAL Hindustan Aeronautics Limited im indischen Bangalore fertigt die Dornier 228 in vier Ausführungen in Lizenz: das Regionalverkehrsflugzeug HAL 228-201 sowie den Militärtransporter der 228-201 und die Seeüberwachungsausführung 228-101, ausgerüstet unter anderem mit einem 360-Grad-Suchradar Marec 2 unter dem Rumpf, einem Navigationssystem von Litton Omega sowie einem Infrarot/Ultraviolett-Scanner für Umweltschutzaufgaben. Zudem ist eine eigene Schiffsbekämpfungsversion der 228-201 im Einsatz, die Anti-Schiff-Lenkwaffen mitführen kann. Zusammen mit Israel Aerospace Industries in Israel plant HAL eine neue Seepatrouillen-Version, die besonders kostengünstig wäre. Die Bestellung von zwölf neuen 228-Patrouillenflugzeugen für die Marine wurde Ende 2016 genehmigt. Im November 2019 wurde bereits die sechste Marinestaffel in Dienst gestellt.

### Sonderbezeichnungen- und varianten

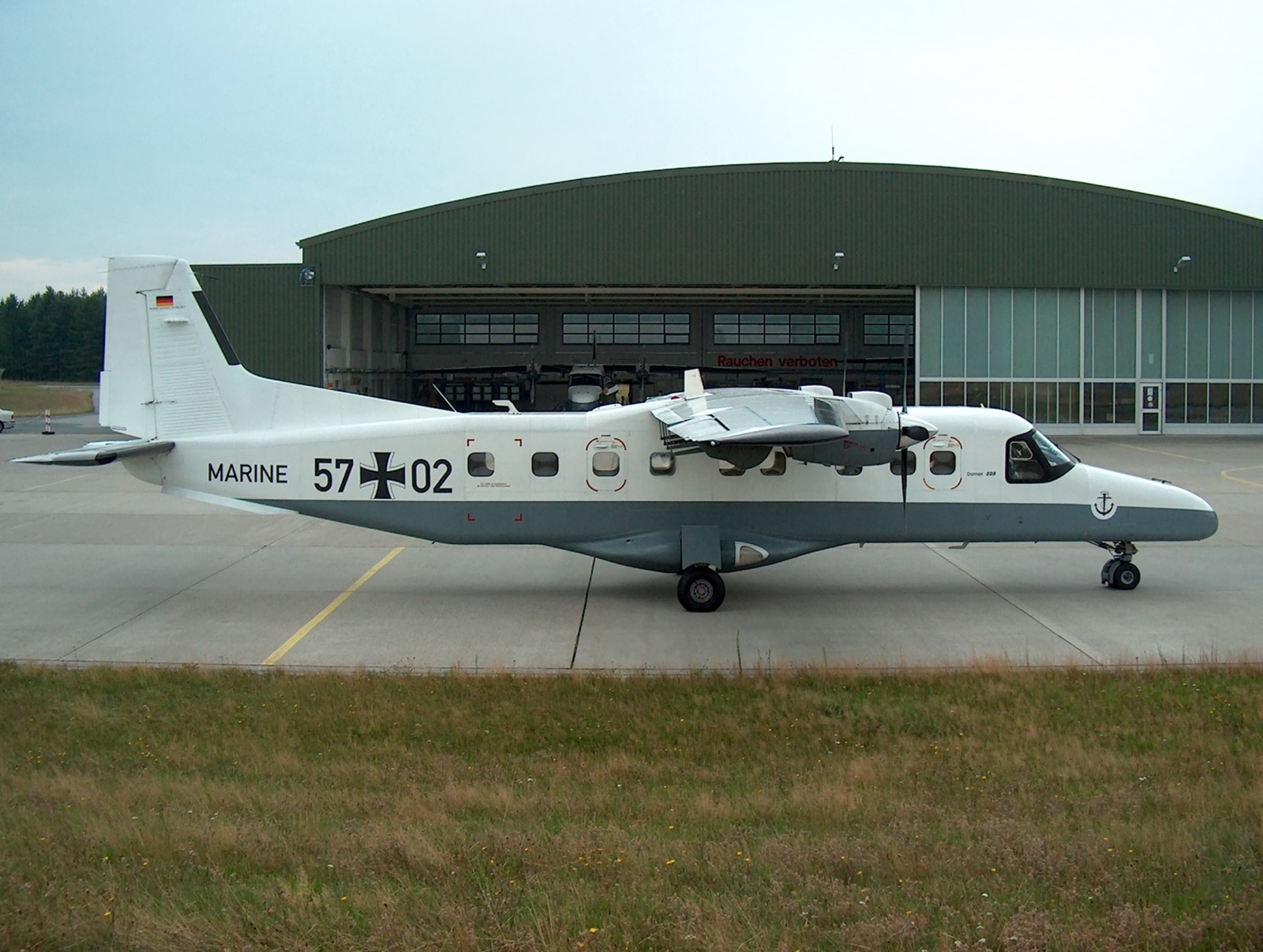
Dornier 228 LT der Deutschen Marine in Nordholz, 2005

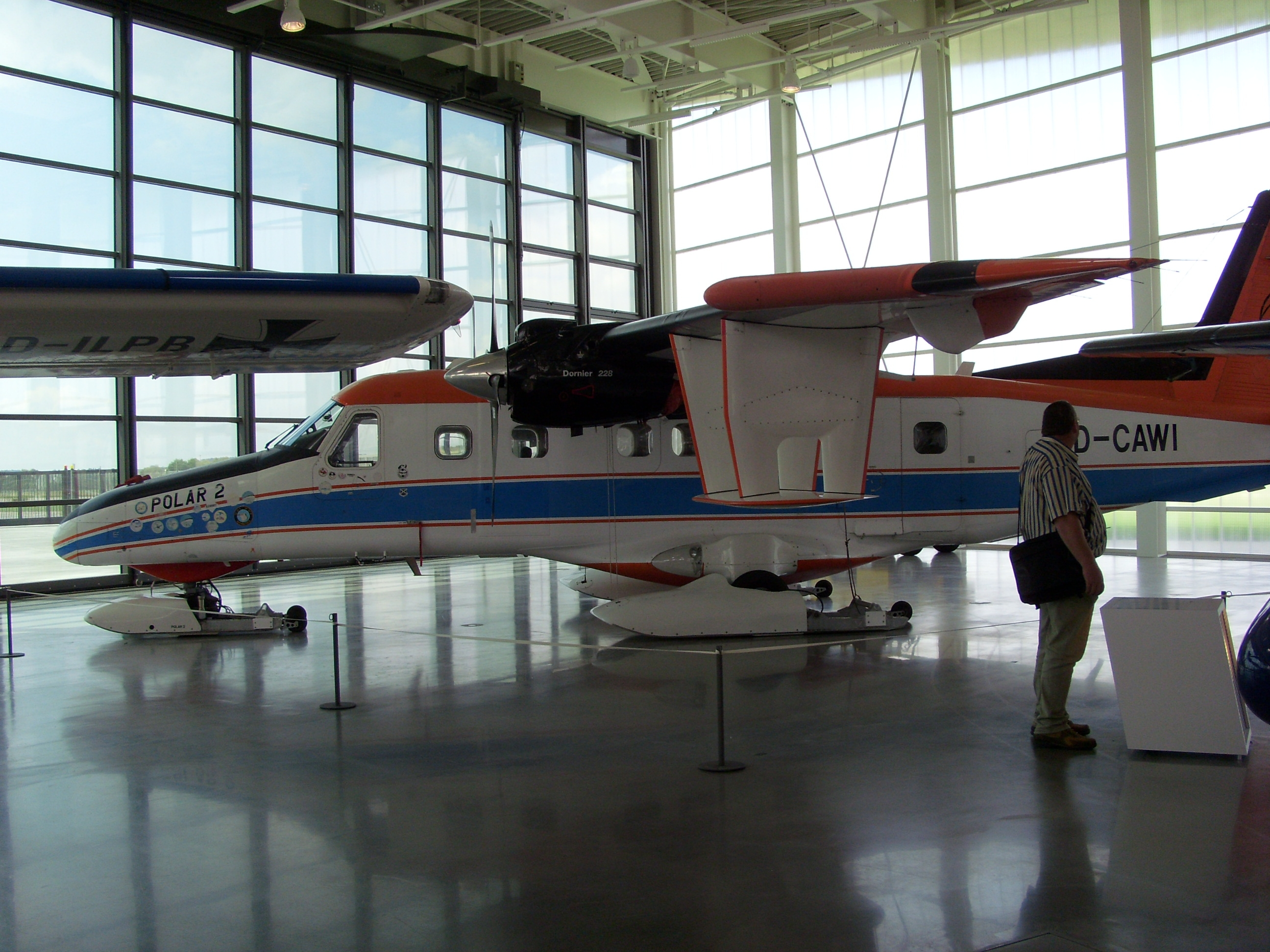
POLAR 2 (Dornier 228 mit Skifahrwerk) im Dornier-Museum Friedrichshafen, 2009

ACTL-1
Bezeichnung des italienischen Heeres für die Dornier 228-212.
Dornier 228 LM1 / Dornier 228 LM2
Bezeichnung in der Luftüberwachung Meeresverschmutzung des deutschen Verkehrsministeriums für zwei modifizierte Dornier 228-212. Siehe auch Dornier 228 LM.
Maritime Patrol Version A
Bezeichnung für eine modifizierte Dornier 228-202 mit einem MEL Marec II (360°-Scan-Antenne) und dazugehörigen Komponenten.
Maritime Surveillance Version B
Bezeichnung für eine modifizierte Dornier 228-202 mit einem SLAR (Side Looking Airborne Radar) und dazugehörigen Komponenten.
Maritime Patrol Version C
Bezeichnung für eine modifizierte Dornier 228-202 mit einem Bendix-360°-Radar-System und dazugehörigen Komponenten.
POLAR 2 / POLAR 3 POLAR 4
Bezeichnung für die beiden (ursprünglich drei) Dornier 228 des Alfred-Wegener-Instituts, die ein Skifahrwerk besitzen, das Starts und Landungen auf Schnee- und Eisflächen ermöglicht.
SIGINT (Signals Intelligence)
Bezeichnung für eine modifizierte Dornier 228-202 mit ELINT- und COMINT-Antennen sowie dazugehörigen Komponenten.

## Nutzung und Verbleib

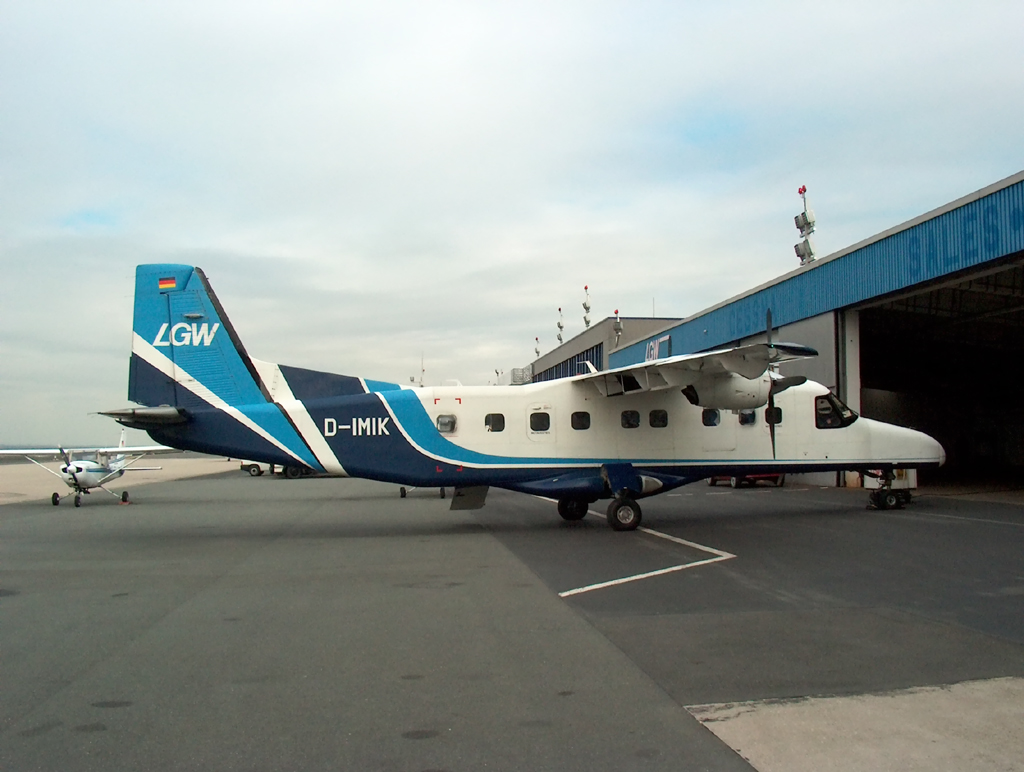
Dornier 228-200 der Fluggesellschaft LGW, 2003

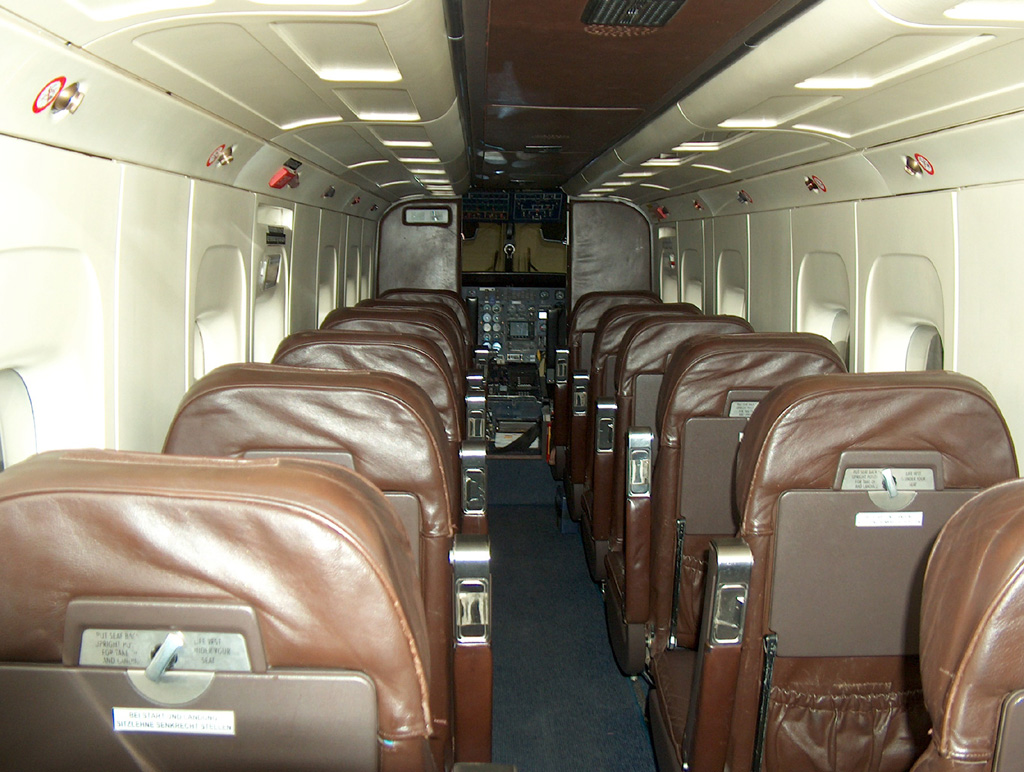
Typische Passagierkabine, 2003

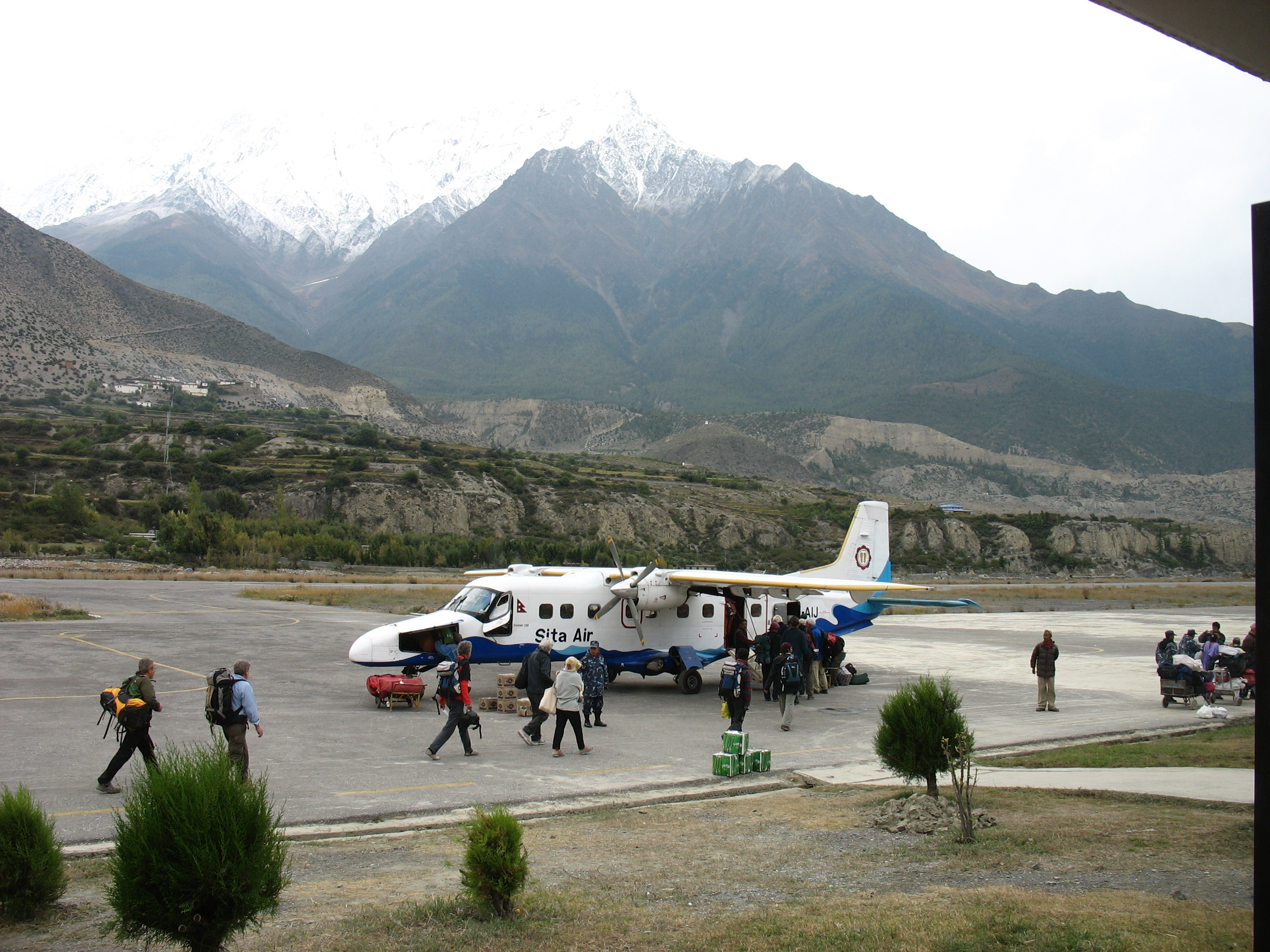
Dornier 228 in Jomsom, Nepal. Die als gefährlich geltende Linie Pokhara – Jomsom im Annapurna-Gebiet wird fast ausschließlich mit der Dornier 228 bedient, 2008

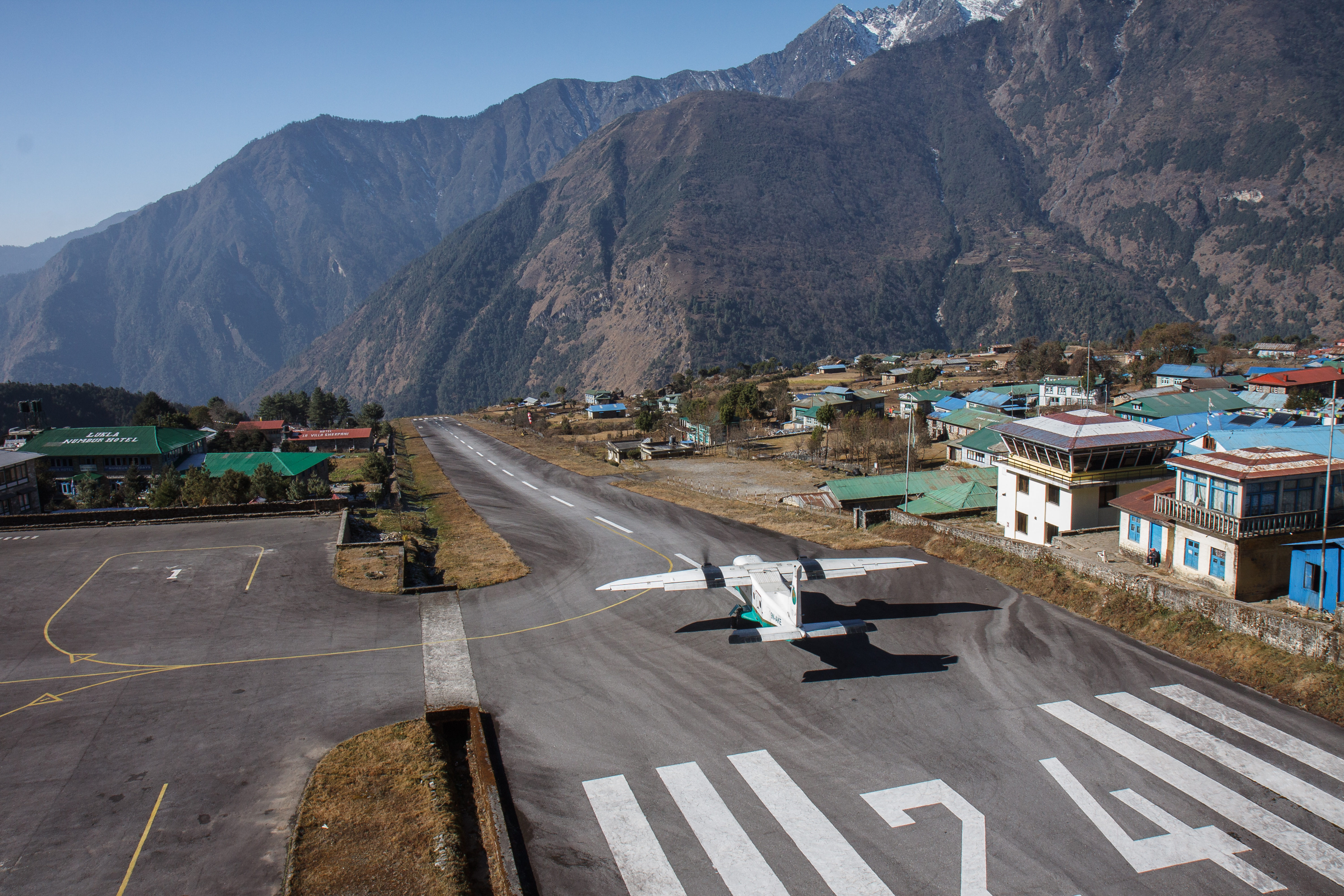
Dornier 228 „9N-AKE“ der Tara Air in Lukla, Nepal, 2015

Die Dornier 228 wird seit Indienststellung auf allen Kontinenten von zivilen und militärischen Betreibern eingesetzt.
Aufgrund der guten STOL-Eigenschaften, der relativ einfach durchzuführenden Wartung und der Unabhängigkeit von Bodenversorgungsgeräten wird die Dornier 228 heute überwiegend in Ländern mit unterentwickelter oder eingeschränkter Luftverkehrs-Infrastruktur eingesetzt.
Bei der Entwicklung legte Dornier, wie zuvor schon bei der Do 27 und Do 28, großen Wert auf die vielseitige Verwendbarkeit des Musters. So kann die Dornier 228 neben dem klassischen Passagier- und Frachttransport auch für diverse Forschungs- und Überwachungsaufgaben eingesetzt werden. Die Umweltüberwachungs-Flotte des Bundesverkehrsministeriums (betrieben von der Deutschen Marine, erkennbar an der Aufschrift „Pollution Control“) besteht aus zwei Dornier 228 LM, die vom Fliegerhorst Nordholz (bei Cuxhaven) aus die deutsche Nord- und Ostsee auf Ölverschmutzungen überwacht. Weitere Dornier 228 werden für die europäische Umweltüberwachung unter anderem in Finnland, den Niederlanden und Großbritannien eingesetzt. Zur Seeüberwachung wird sie in weiteren außereuropäischen Staaten verwendet.
Im deutschen Regionalflugverkehr der 1980er-Jahre spielte die Dornier 228 eine wichtige Rolle als Zubringerflugzeug. Ab Mai 1984 ersetzte eine Dornier 228-100 (SN 7005) – wenig später ergänzt durch eine Dornier 228-200 – die DHC-6 Twin Otter bei der Friedrichshafener Delta Air (später dba, dann Air Berlin). Die Dornier 228 bildete fortan das Rückgrat im Regionalflugverkehr ab Friedrichshafen und Stuttgart. Die Delta Air flog auch bis Anfang der 1990er-Jahre mit den Dornier 228 den regelmäßigen Dornier-Werksverkehr von täglich zwei Umläufen zwischen den Standorten Friedrichshafen und Oberpfaffenhofen, der auch von anderen Firmen und Privatleuten genutzt werden konnte. Beim NFD (Nürnberger Flugdienst, heute Bestandteil der Eurowings) war eine Dornier 228-202 von 1985 bis 1992 im Einsatz und wurde hauptsächlich auf der Strecke Hof – Bayreuth – Frankfurt eingesetzt. Auch die RFG (Reise- und Industrieflug, später Regionalflug, heute Bestandteil der Eurowings) aus Dortmund setzte eine Dornier 228-100 versuchsweise ab Oktober 1984 für einige Monate ein. Die Holiday Express (zuvor Bestandteil der HADAG Reederei, später Hamburg Airlines) setzte eine Dornier 228-100 (SN 7005) und zwei Dornier 228-201 im Seebäderverkehr von Hamburg nach Westerland/Sylt und Helgoland ein. Die Dornier 228 ist somit das größte Flugzeug, das jemals auf einer regelmäßigen Flugverbindung zum Flugplatz Helgoland-Düne eingesetzt wurde. Die Dortmunder Luftfahrtgesellschaft Walter (LGW) setzte von 1992 bis 2009 mehrere Dornier 228 im innerdeutschen Regionalflugverkehr ein.
Für die Dornier 228 existiert weltweit ein Trainingssimulator, der von der Simtec Gruppe entwickelt wurde und am Sitz der Firma in Braunschweig betrieben wird. Die Simtec Gruppe bzw. Simtec Simulation Technology GmbH hält für den Simulator eine technische Zulassung nach JAR-STD und ist eine sogenannte JAR-TRTO (Type-Rating-Training-Organisation) mit der Berechtigung, Musterberechtigungskurse und Checkflüge im Rahmen des Erwerbs und der Verlängerung der Musterberechtigung für die Dornier 228 durchzuführen.
Von den rund 270 gefertigten Exemplaren befinden sich 2009 weltweit noch etwa 150 im Einsatz.
Ein Flugzeug ist im Dornier-Museum in Friedrichshafen zu besichtigen.

## Zwischenfälle
- Am 26. März 1982 stürzte bei einem Testflug der in Oberpfaffenhofen gestartete Prototyp der Dornier 228-100 (Luftfahrzeugkennzeichen D-IFNS) in der Nähe von Igenhausen ab. Beim Testflug wurde die Trimmung wie geplant bis zur Maximalstellung nach unten eingestellt. Den Testpiloten gelang es jedoch aufgrund der hohen Steuerkräfte nicht, das Flugzeug nach oben zu ziehen. Das Flugzeug zerlegte sich in der Luft, alle drei Insassen starben.[16]

- Am 24. Februar 1985 schossen Terroristen der Frente Polisario ein Forschungsflugzeug des Typs Dornier 228-100 des Alfred-Wegener-Instituts (D-IGVN) auf dem Rückweg aus der Antarktis ab. Beim Abschuss der POLAR 3 in der Westsahara kamen der Pilot Herbert Hampel, der Copilot Richard Möbius und der Mechaniker Josef Schmid ums Leben (siehe auch Abschuss der Polar 3).[17][18]

- Am 2. Mai 1997 setzte eine Dornier 228-201 der Olympic Aviation (SX-BHG) bei der Landung auf dem Flughafen Paros (1982) kurz vor der Landebahnschwelle sehr hart auf, wobei das Fahrwerk zusammenbrach. Alle 20 Insassen überlebten den Unfall; an der Maschine entstand Totalschaden.[19]

- Am 9. Juni 2002 rutschte eine Dornier 228-201/HAL der Indian Airlines (VT-EJN) auf einem Trainingsflug bei der Landung auf dem Flughafen Jaipur (Indien) von der Landebahn und wurde irreparabel beschädigt. Alle Besatzungsmitglieder, die einzigen Insassen, überlebten den Unfall.[20]

- Am 30. Juni 2005 geriet eine Dornier 228-200 der nepalesischen Gorkha Airlines (9N-AEO) bei der Landung auf dem schwer anzufliegenden Flughafen Lukla von der Landebahn ab. Das Flugzeug wurde so schwer beschädigt, dass es abgeschrieben werden musste. Die zwölf Insassen (neun Passagiere und drei Besatzungsmitglieder) überlebten, wurden aber leicht verletzt.[21]

- Am 24. August 2010 zerschellte eine Dornier 228-101 der Agni Air (9N-AHE) in Nepal an einem Berg. Bei diesem CFIT (Controlled flight into terrain) wurden alle 14 Insassen getötet, drei Besatzungsmitglieder und 11 Passagiere.[22]

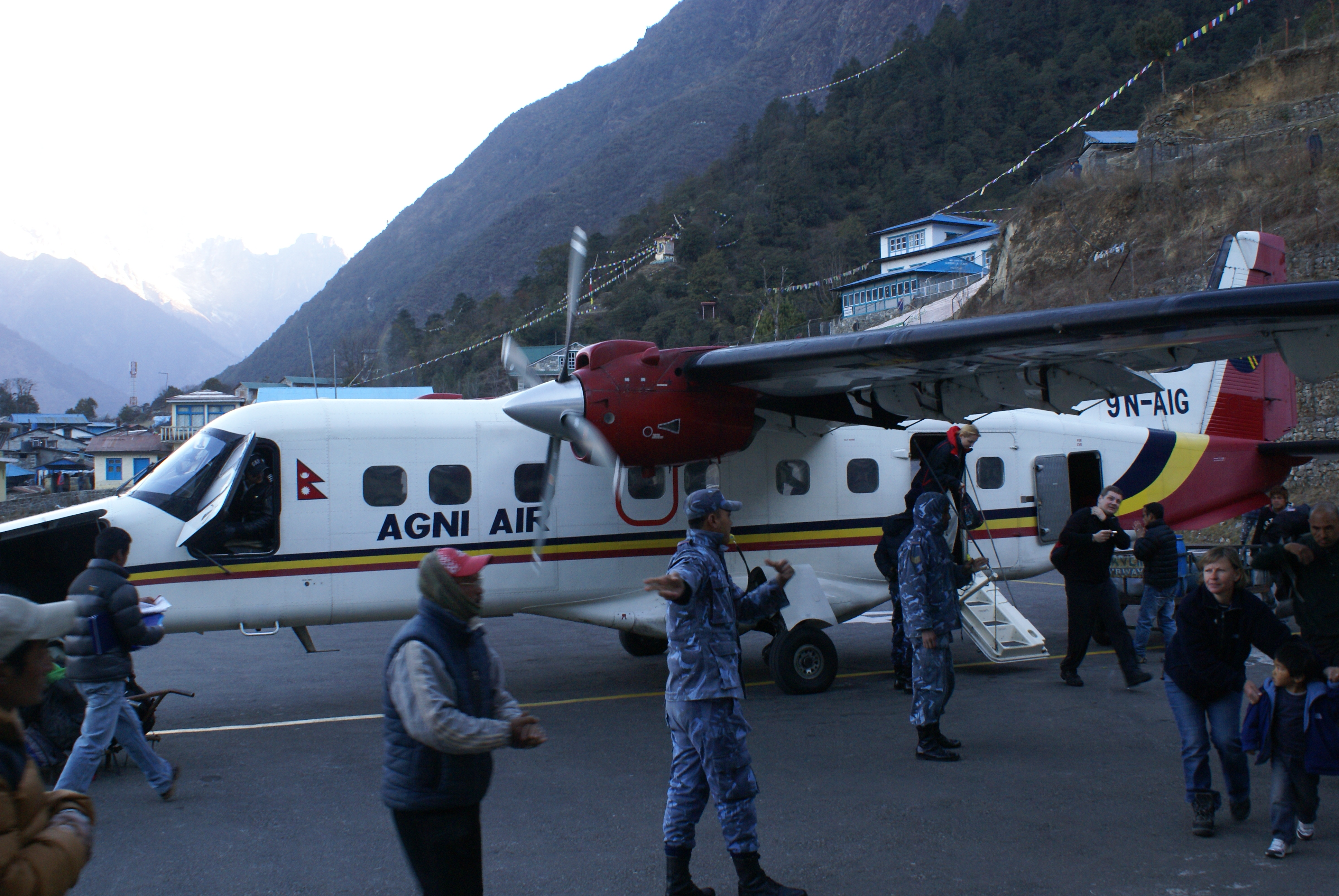
Am 14. Mai 2012 abgestürzte Dornier 228 9N-AIG im März 2012

- Am 14. Mai 2012 starben 15 Personen beim Absturz eines Flugzeuges der Fluggesellschaft Agni Air in Jomsom.[23] Die Maschine war mit 21 Personen auf dem Flughafen Jomsom für einen Flug nach Pokhara gestartet und kehrte aufgrund technischer Probleme zum Flughafen um.[23] Beim Anflug prallte das Flugzeug gegen einen nahen Berg.[23]

- Am 28. September 2012 stürzte eine Dornier 228-200 der Sita Air (9N-AHA) auf dem Flug nach Lukla nach dem Start etwa 500 Meter vom Flughafen Kathmandu entfernt ab. Bei dem Unfall starben alle 19 Insassen. Ein von den Piloten unbemerkter Schubverlust führte zum Kontrollverlust und Absturz.[24]

- Am 9. September 2013 stürzte eine Dornier 228-202K bei einem Überführungsflug 7 Kilometer vor Viña del Mar (Chile) bei schlechter Sicht auf Grund von Bodenberührung ab. Beide Piloten wurden getötet.[25]

- Am 24. März 2015 stürzte eine bei Hindustan Aeronautics gefertigte Dornier 228 der indischen Marine etwa 20 Kilometer vor der Küste des Bundesstaates Goa in der Nähe der Stadt Margao ins Meer. Einer der Piloten konnte lebend geborgen werden, der zweite Pilot sowie eine Beobachterin werden vermisst.[26]

- Am 24. November 2019 verunglückte eine Dornier 228-200 der Fluggesellschaft Busy Bee Congo kurz nach dem Start vom Flughafen Goma, Demokratische Republik Kongo. Das Flugzeug stürzte südlich des Flughafens auf Gebäude im Stadtteil Birere und ging in Flammen auf. Mindestens 18 Menschen wurden getötet.[27][28]

- Am 10. Juni 2024 stürzte eine Dornier 228-202(K) des malawischen Militärs auf dem Flug nach Mzuzu bei schlechtem Wetter in ein Naturschutzgebiet. Alle 9 Insassen kamen ums Leben. Unter den Insassen befand sich der malawische Vizepräsident Saulos Chilima.[29][30][31]

## Technische Daten

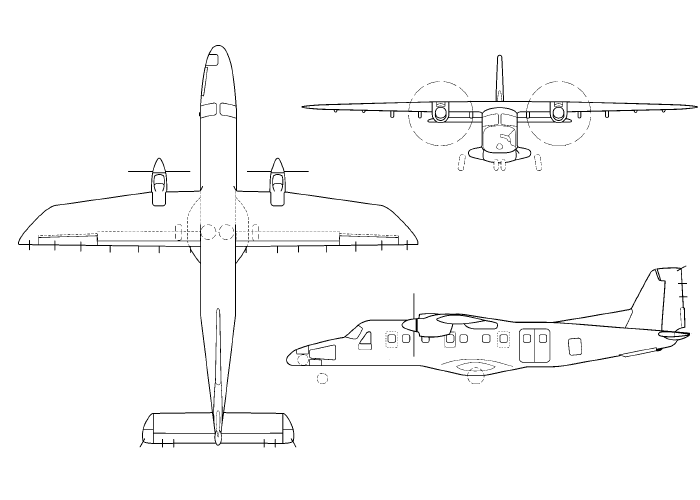
Risszeichnung der Dornier 228-212

| Kenngröße                                  | Dornier 228-100     | Dornier 228-200 (201) | Dornier 228-212 NG                 | Dornier 228 NXT                                           |
| ------------------------------------------ | ------------------- | --------------------- | ---------------------------------- | --------------------------------------------------------- |
| max. Sitzanzahl                            | 15                  | 19                    | 19                                 | 19                                                        |
| Länge                                      | 15,03 m             | 16,56 m               | 16,56 m                            | 16,56 m                                                   |
| Spannweite                                 | 16,97 m             | 16,97 m               | 16,97 m                            | 16,97 m                                                   |
| Höhe                                       | 4,86 m              | 4,86 m                | 4,86 m                             | 4,86 m                                                    |
| Kabinenbreite                              | 1,35 m              | 1,35 m                | 1,35 m                             | 1,35 m                                                    |
| Kabinenhöhe                                | 1,55 m              | 1,55 m                | 1,55 m                             | 1,55 m                                                    |
| Kabinenlänge                               | 6,30 m              | 7,08 m                | 7,08 m                             | 7,08 m                                                    |
| Leermasse                                  | 3235 kg             | 3379 kg               | 3379 kg                            | 3379 kg                                                   |
| max. Startmasse (MTOW)                     | 5700 kg             | 5700 kg (5980 kg)     | 6400 kg                            | 6400 kg (6575 kg optional) (6600 kg optional militärisch) |
| max. Nutzlast                              | 1917 kg             | 1783 kg (2033 kg)     | 2200 kg                            | 2675 kg                                                   |
| max. Reisegeschwindigkeit                  | 370 km/h            | 370 km/h              | 435 km/h                           | 444 km/h                                                  |
| Reiseflughöhe                              | 3000 m              | 3000 m                | Keine Angaben                      | 25.000 ft                                                 |
| Take-off Distance (MTOW, Flaps Down)       | 620 m               | 620 m                 | 671 m                              | 445 m                                                     |
| Landestrecke                               | 500 m               | 500 m                 | 450 m                              | 350 m                                                     |
| max. Reichweite (15/19 Pass., 45 min Res.) | 1343 km             | 600 km (1000 km)      | 845 km (bei Höchstgeschwindigkeit) | 2519 km (bei 500 kg Nutzlast)                             |
| Triebwerke                                 | 2 Garrett TPE 331-5 | 2 Garrett TPE 331-5   | 2 Garrett TPE 331-10               | 2 Garrett TPE 331-10                                      |